# Rio Konawaruk
O Rio Konawaruk é um rio em Potaro-Siparuni, Guiana . Com cerca de 60 milhas de comprimento, é um afluente do Rio Essequibo, juntando-se a ele ao sul da foz do rio Potaro em5° 18′ N, 58° 55′ O .
Cerca de duas milhas da junção no Essequibo, é Temple Bar Falls.
A mineração, especialmente para o ouro, era a principal indústria ao longo do rio já em 1900, e sendo extraída pela British Guiana Consolidated Enterprise Limited na década de 1950. Em 2003, uma avaliação da United Development International "verificou reservas de mais de 400.000 onças de ouro" na reivindicação que abrange o Konawaruk.
A poluição dos processos de extração, incluindo o uso de dragas de mísseis, teve um efeito severo na ecologia do rio e os ambientalistas o consideraram "morto" por sua incapacidade de sustentar a vida selvagem. As operações de dragagem ilegais são uma ameaça constante.